# Kameroen op de Olympische Zomerspelen 1976
Kameroen nam deel aan de Olympische Zomerspelen 1976 in Montréal, Canada. Het was een van de landen die zich terugtrok van de Spelen vanwege de Afrikaanse kwestie; een protest tegen de deelname van Nieuw-Zeeland omdat dat land nog steeds contacten onderhield met Zuid-Afrika. Voordat Kameroen zich terugtrok waren tussen 18 en 20 juni al vier wielrenners in actie gekomen.

## Deelnemers en resultaten
(m) = mannen, (v) = vrouwen 

### Wielersport
| Olympiër                                            | Discipline         | Resultaat | Prestatie      |
| --------------------------------------------------- | ------------------ | --------- | -------------- |
| Joseph Kono Maurice Moutat Henri Mveh Nicolas Owona | ploegentijdrit (m) | DNF       | niet gefinisht |

Amerikaanse Maagdeneilanden · Andorra · Antigua en Barbuda · Argentinië · Australië · Bahama's · Barbados · België · Belize · Bermuda · Bolivia · Bondsrepubliek Duitsland · Brazilië · Bulgarije · Canada · Chili · Colombia · Costa Rica · Cuba · Denemarken · Dominicaanse Republiek · Duitse Democratische Republiek · Ecuador · Egypte · Fiji · Filipijnen · Finland · Frankrijk · Griekenland · Groot-Brittannië · Guatemala · Haïti · Honduras · Hongarije · Hongkong · Ierland · IJsland · India · Indonesië · Iran · Israël · Italië · Ivoorkust · Jamaica · Japan · Joegoslavië · Kaaimaneilanden · Kameroen · Koeweit · Libanon · Liechtenstein · Luxemburg · Maleisië · Marokko · Mexico · Monaco · Mongolië · Nederland · Nederlandse Antillen · Nepal · Nicaragua · Nieuw-Zeeland · Noord-Korea · Noorwegen · Oostenrijk · Pakistan · Panama · Papoea-Nieuw-Guinea · Paraguay · Peru · Polen · Portugal · Puerto Rico · Roemenië · San Marino · Saoedi-Arabië · Senegal · Singapore · Sovjet-Unie · Spanje · Suriname · Thailand · Trinidad en Tobago · Tsjecho-Slowakije · Tunesië · Turkije · Uruguay · Venezuela · Verenigde Staten · Zuid-Korea · Zweden · Zwitserland